# JR貨物19H形コンテナ
JR貨物19H形コンテナ（JRかもつ19Hがたコンテナ）は、日本貨物鉄道（JR貨物）が配備している、鉄道輸送用長さ12 ftの5トン積み有蓋コンテナである。

## 概要
両側側面と片側妻面の三方開きが特徴であるが、試作的要素が強く1個のみの生産となっている。また、既に両側側面と片側妻面の三方開きで、背高の20Bがあるのにも拘らず通常規格のこの19H形コンテナを生産したのは謎である。2018年（平成30年）6月に1個のみ作られた。